# Giro del Friuli 1986
Il Giro del Friuli 1986, tredicesima edizione della corsa, si svolse il 12 luglio 1986 su un percorso di 210 km, con partenza da San Vito al Tagliamento e arrivo a Sarone Cave. La vittoria fu appannaggio dell'italiano Gianni Bugno, che completò il percorso in 5h14'05", alla media di 40,117 km/h, precedendo il connazionale Claudio Corti e l'austriaco Harald Maier.

## Ordine d'arrivo (Top 10)
| Pos. | Corridore                | Squadra                        | Tempo    |
| ---- | ------------------------ | ------------------------------ | -------- |
| 1    | Gianni Bugno             | Atala-Ofmega                   | 5h14'05" |
| 2    | Claudio Corti            | Supermercati Brianzoli         | s.t.     |
| 3    | Harald Maier             | Supermercati Brianzoli         | a 0'03"  |
| 4    | Pierino Gavazzi          | Atala-Ofmega                   | a 0'05"  |
| 5    | Stefano Colagè           | Dromedario-Laminox-Fibok       | s.t.     |
| 6    | Gianbattista Baronchelli | Del Tongo-Colnago-Candy        | s.t.     |
| 7    | Giuseppe Franzoni        | Murella-Fanini-Edilcimini-Alan | s.t.     |
| 8    | Roberto Visentini        | Carrera-Vagabond               | s.t.     |
| 9    | Massimo Ghirotto         | Carrera-Vagabond               | s.t.     |
| 10   | Leo Schönenberger        | Dromedario-Laminox-Fibok       | s.t.     |